# 口紅森林
口紅森林（Lipstick Jungle）是美國的一部喜劇電視劇，于2008年2月7日開始在NBC播出。

## 外部連結
- 互联网电影数据库（IMDb）上《Lipstick Jungle》的资料（英文）